# Bumetopia elongata
Bumetopia elongata är en skalbaggsart som beskrevs av Stefan von Breuning 1972. Bumetopia elongata ingår i släktet Bumetopia och familjen långhorningar.
Artens utbredningsområde är Filippinerna. Inga underarter finns listade.